# アサイラム・クワイア
アサイラム・クワイア (The Asylum Choir) は、1960年代後半に活動したアメリカ合衆国のロック・デュオ。キーボード奏者のレオン・ラッセルとギタリストのマーク・ベノというふたりのスタジオ・ミュージシャンが結成した。

## 歴史
1967年ころに結成され、1968年にデビュー・アルバムが発表された。1969年には2枚目のアルバムが録音されたが、契約関係の問題から発表は延期された。
2枚目のアルバムの録音の後、デュオは解散状態になった。その後ラッセルがソロとして成功したこともあって、1971年後半に発表された2枚目のアルバムは良好な売れ行きを見せ、1972年には Billboard 200 で70位まで上昇した。
ベノも1970年代後半にソロとしての成功を収めた。

## ディスコグラフィ
- Look Inside the Asylum Choir (Smash Records, 1968)
- Asylum Choir II (Shelter Records, 1971)